# Экимань-1
Экима́нь-1 (бел. Экіма́нь-1) — деревня в Полоцком районе Витебской области Беларуси. В составе и административный центр Экиманского сельсовета.
Экимань — древнее местечко исторической Полотчины, напротив предместья Заполотье. Подразделяется на Экимань-1 и Экимань-2.
В XVI веке — посад города Полоцка и село, в XVII—XVIII веках — местечко (современная Экимань-2) и фольварк иезуитов (современная Экимань−1), в XIX — начале XX века — местечко (современная Экимань-2) и село (современная Экимань−1) в Полоцком уезде, в советское время (до 1969 года) — местечко Экимань (современная Экимань-2) и деревня Экимань (колхоз «Чырвоная Зорка»; современная Экимань−1).

## География
Расположена на автодороге Полоцк—Дисна. В 3 км от города и железнодорожной станции Полоцк, в 108 км от Витебска.

### Гидрография
На левом берегу реки Западная Двина.

## Этимология
Экиман или Экман (Eckeman, Eckmann) — имя германского происхождения. Германская фамилия Экоман отмечалась в Белостоке: Honestis Joanne Ekaman (1736 год).
По народному преданию, своё название поселение получило от древней церкви Святых Иоакима и Анны. Тем временем на 1906 год в Лепельском уезде Витебской губернии существовала деревня Икимань, где никакой церкви не было.
Варианты названия в исторических источниках: до Екиманы (12 ноября 1535 года); земли Екиманской… на передместьи Полоцком, у Якиманны (1552 год); Jakimanę, Iakimanie (1699 год).

## История
В ходе археологических раскопок в окрестностях Экимани были найдены предметы X—XII веков. Рядом с Экиманью-1 находится курган.

### В составе Великого княжества Литовского

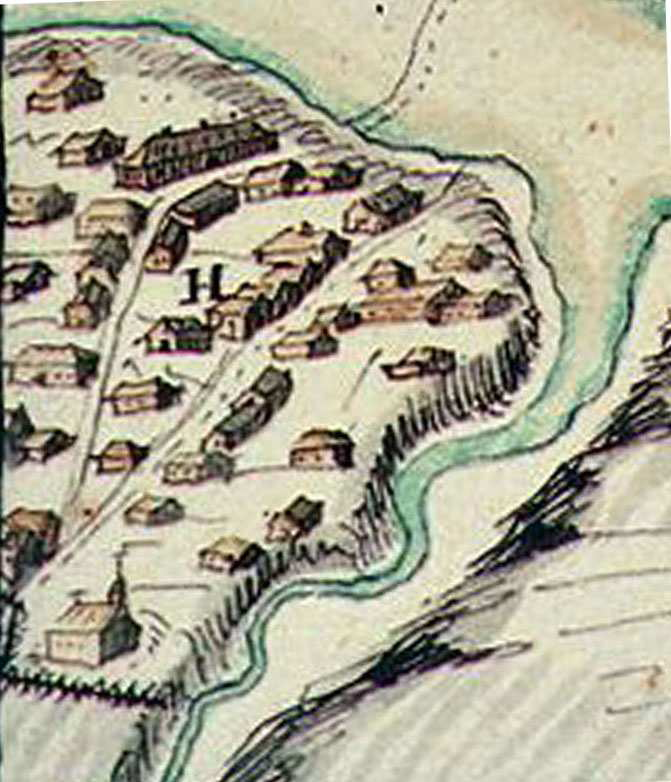
Часть плана Полоцка 1707 г. с изображением Экимани

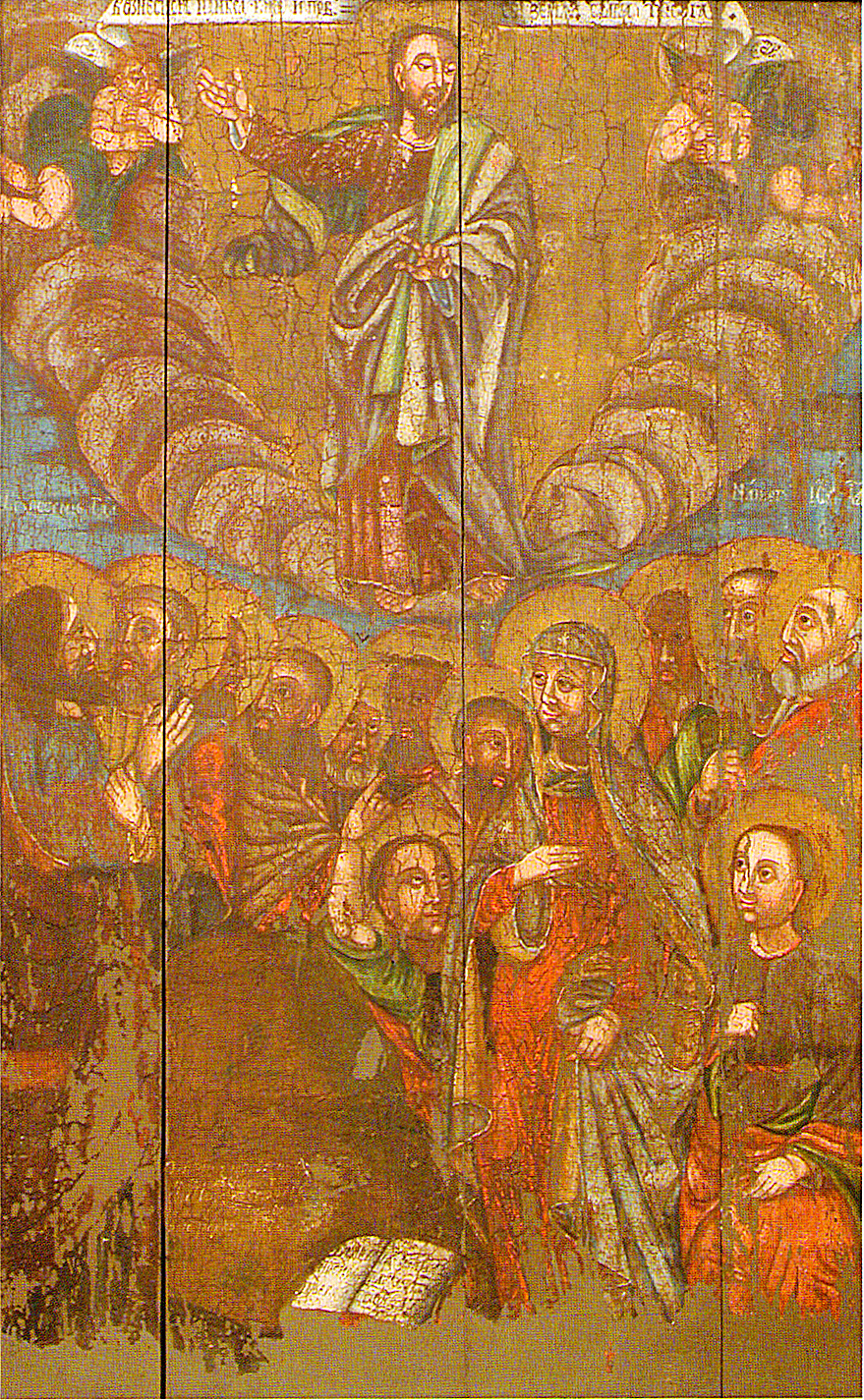
Икона «Вознесение Иисуса Христа» из Экимани. 1743 г. Художественная галерея Национального Полоцкого историко-культурного музея-заповедника

В XVI веке Экимань являлась одним из 6 полоцких посадов (прим. Великий, Заполотский, Кривцов, Островский, Слободский, Экимань), на котором селились гончары. В ходе строительства «нового» моста через Западную Двину полоцким краеведом А. Буховецким были обнаружены гончарные мастерские. До сих пор, проходя по дорогам и тропинкам в Экимани возможно заметить огромные россыпи черепков XVI—XVIII веков.

Впервые Экимань упоминается в 1552 году в Полоцкой ревизии как село Якимания:
На земли Екиманской мещан сто сорок девят, с которых на тую церков позма прыходит четыры копы петдесят един грошей...
По данным из «Ревизии» 1552 года в Экиманском посаде Полоцка было 269 мещанских дворов. Из пяти городских посадов он был вторым по численности дворов после Великого (собственно Полоцка). Эти земли находились во владении монастыря Иоанна Предтечи, расположенного на территории посада Остров.
В 1582 году по приказу короля и великого князя Стефана Батория местечко Экимань перешло к Полоцкому иезуитскому коллегиуму. В 1600 году иезуиты основали здесь приходскую школу. В 1633, 1682 и 1750 годах после пожаров в Полоцке оттуда в Экимань временно переводились иезуитские публичные школы.
Экимань неоднократно страдала от московских захватчиков. В результате Тринадцатилетней войны (1654—1667) население местечка уменьшилось на 90 %.
В XVIII веке Экимань продолжала находиться во владении иезуитов. Здесь существовал деревянный костёл без плебании, церковь и постоялый дом с помещениями и кирпичным подвалом и амбарами. В 1728 году иезуиты построили кирпичный завод, который в середине века обеспечивал кирпичом строительство каменных корпусов Полоцкого коллегиума. В местечке также действовала иезуитская пивоварня. По ликвидации ордена в 1773 году Экимань перешла к Болеславу Биспингу (пол. Biszping), маршалка стародубского.

### В составе Российской империи

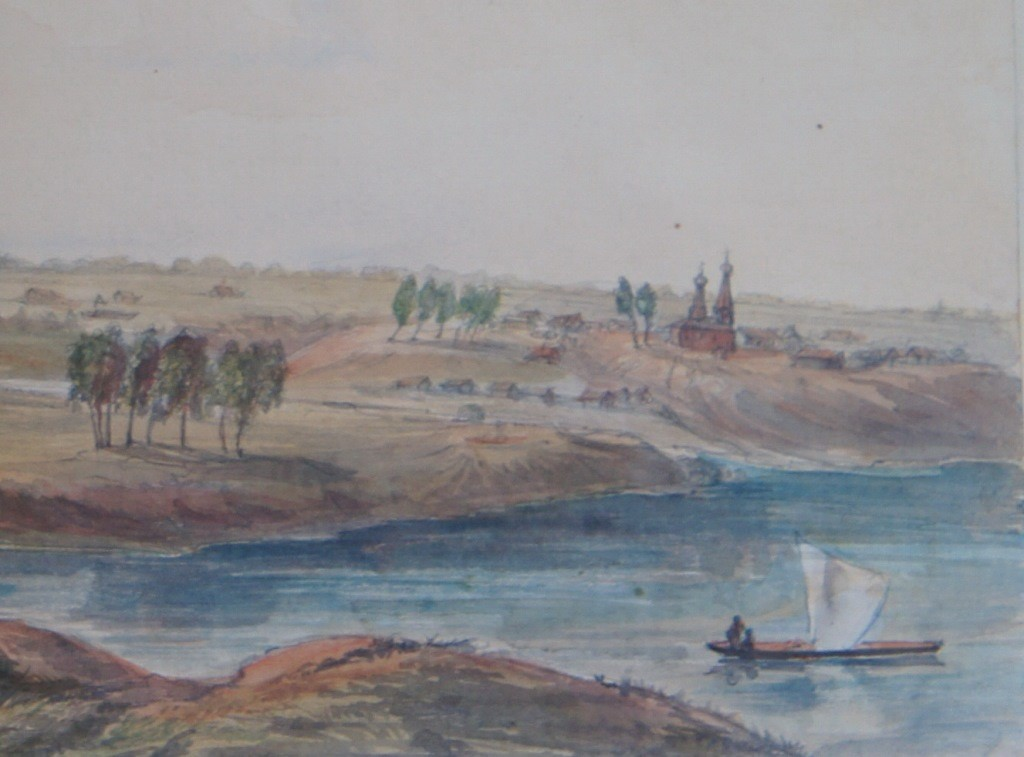
Экимань со стороны Двины. Д. Струков, 1864—1867 гг.

В результате второго раздела Речи Посполитой в 1793 году Экимань оказалась в составе Российской империи, в Полоцком уезде Витебской губернии.
В 1818 году была построена католическая деревянная часовня (закрыта в 1851 году).
В 1848 году местечко находилось во владении Беликовичей, позже Мальчевских, и считалось одним из центров гончарства.
Согласно Инвентарной описи имения Экимания (1846—1848), в местечке насчитывалось 254 человека.
В 1888 году была открыта церковно-приходская школа (законоучитель Ипполит Дейлидович).
В это время здесь действовала паромная переправа, существовали мельница, пивоварня, школа при церкви.
Во время Первой мировой войны в феврале 1918 года Экимань заняли войска Немецкой империи.
25 марта 1918 года согласно Третьей Уставной грамоте Экимань объявлялась частью Белорусской Народной Республики.

### В составе БССР
1 января 1919 согласно постановлению I съезда КП(б) Беларуси Экимань вошла в состав Белорусской ССР, однако 16 января Москва включила местечко вместе с другими этническими белорусскими территориями в состав РСФСР. В 1924 году Экимань была возвращена БССР, где она стала центром сельсовета.
Летом 1941 года на подступах к Полоцку по линии Экимань—Ксты располагались огневые точки советской обороны.
На 2003 год в Экимани — 245 дворов.

Местечко на старых снимках
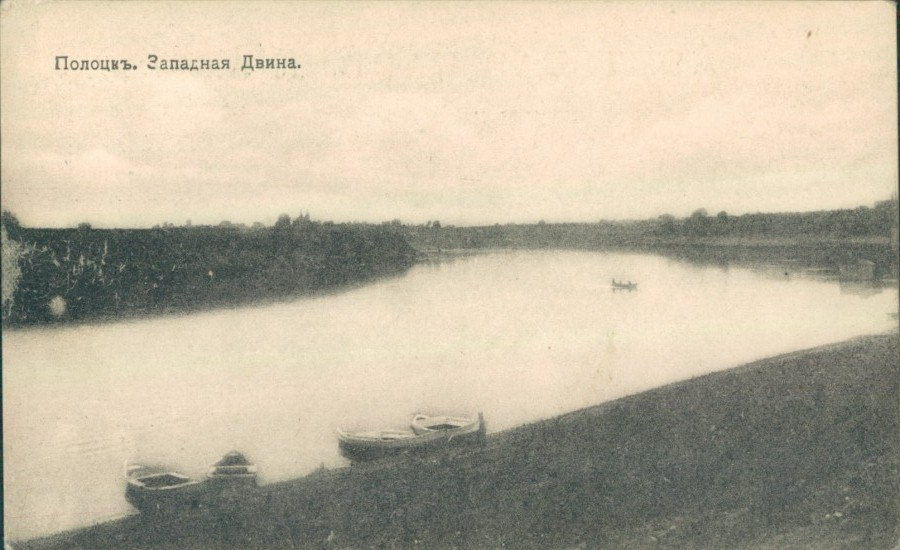
Двина со стороны Экимани, 1916 г.
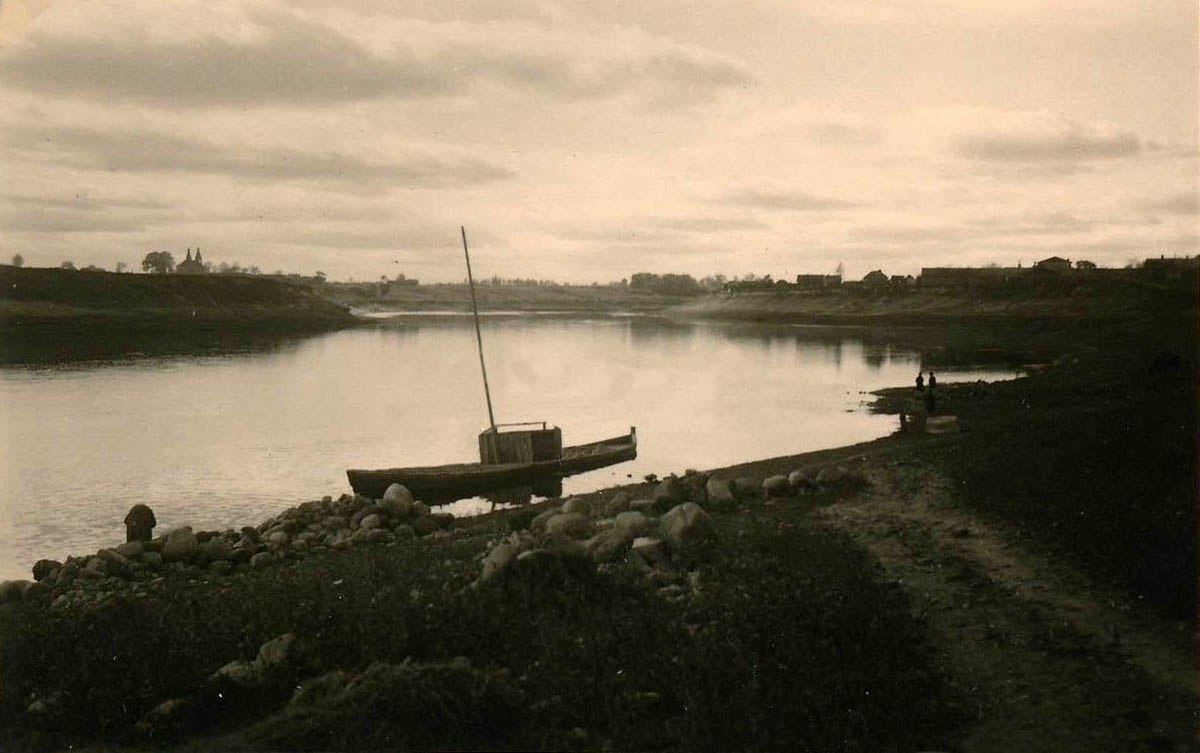
Экимань (налево) со стороны Полоцка, до 1918 г.
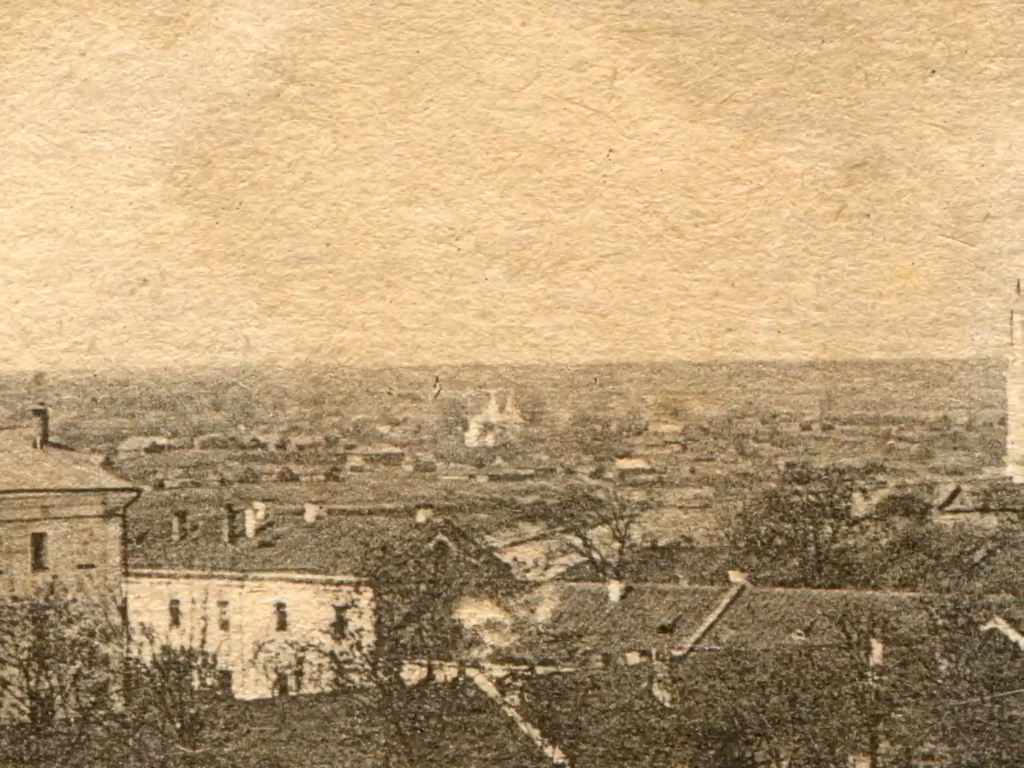
Церковь в Экимани со стороны Нижнего Замка, 1918 г.
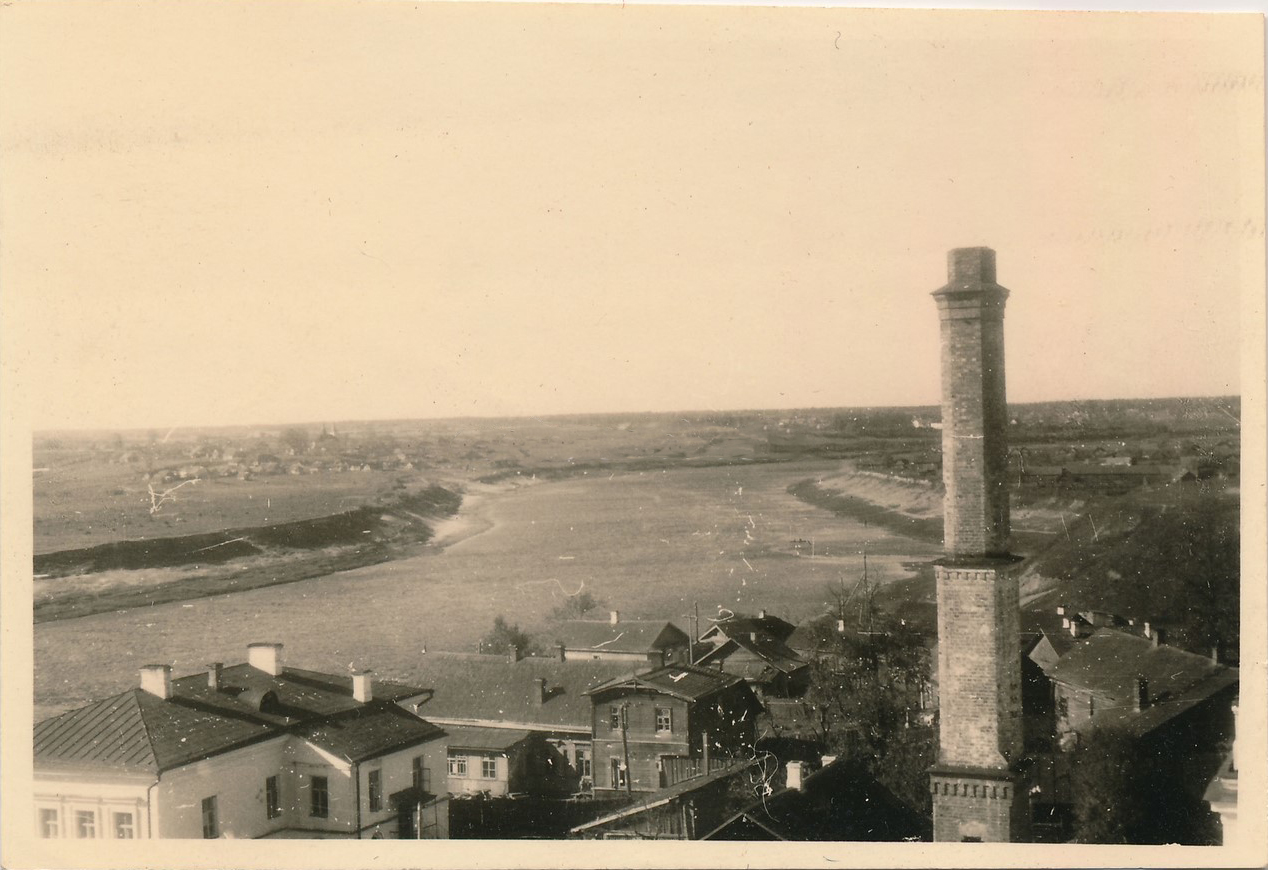
В сторону Экимани
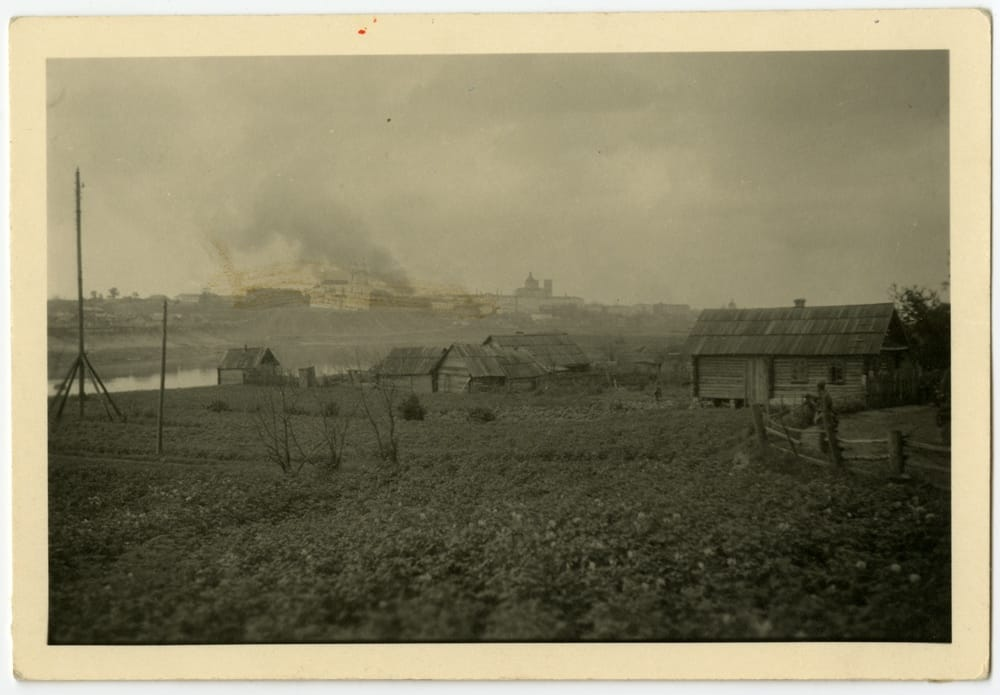
Со стороны Экимани (между 1941 и 1943 гг.)
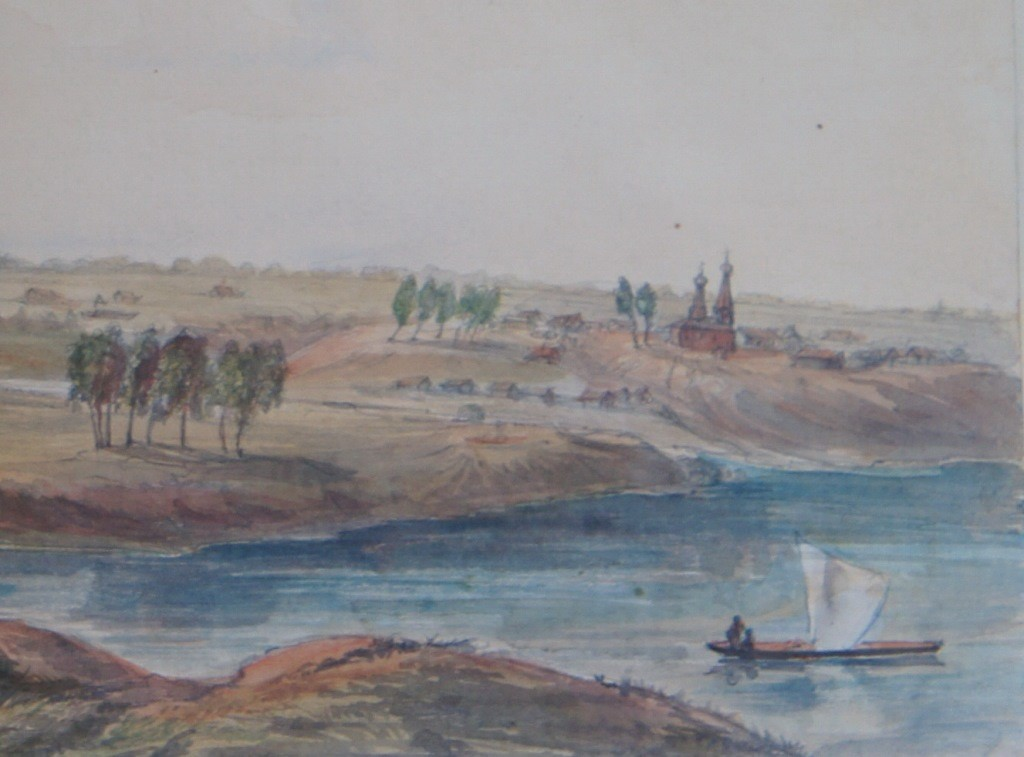
Экимань со стороны Двины. Д. Струков, 1864—1867 гг.
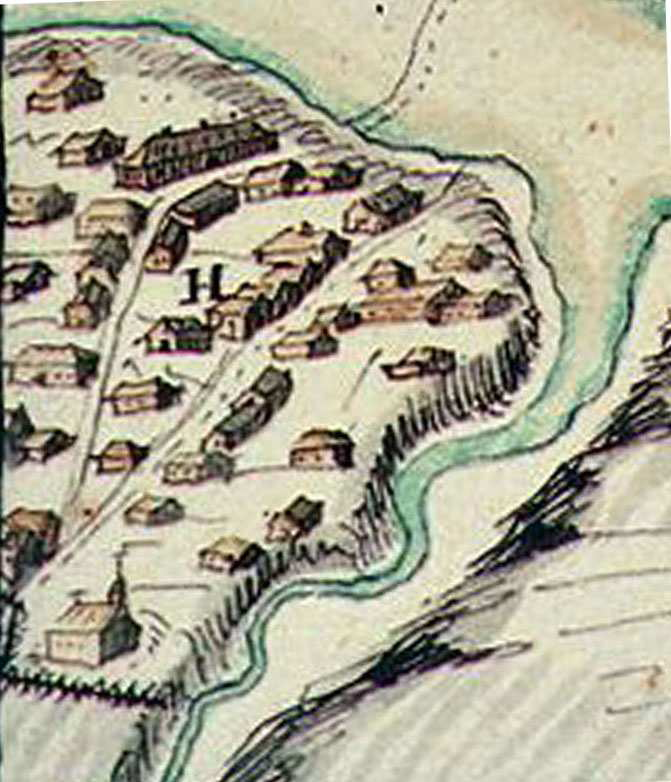
Часть плана Полоцка 1707 г. с изображением Экимани

## Население

#### XIX век
- 1838 год — 290 чел. (148 муж. и 142 жен.), из них шляхты 3 муж. и 3 жен., духовного стана католического 1 муж., духовного стана православного 3 муж. и 1 жен., мещан-христиан 9 муж. и 10 жен., мещан-иудеев 28 муж. и 25 жен., крестьян земянских 93 муж. и 95 жен., однодворцев 9 муж. и 8 жен., отставных солдат 2 муж.

#### XX век
- 1906 год — 192 чел. (100 муж. и 92 жен.) в местечке Экимани и 39 чел. (22 муж. и 17 жен.) в имении Экимани; 1999 год — 361 человек (перепись населения).

#### XXI век
- 2003 год — 490 человек, 245 дворов
- 2009 год — 296 человек (перепись населения)[14]
- 2019 год — 341 человек (перепись населения)

## Инфраструктура
- Здание сельисполкома
- Базовая школа
- Отделение связи
- К территории Экимани-1 примыкает 2-й корпус Полоцкой центральной больницы

## Экономика
- ООО «Титанида» — установка антикоррозионной защиты металлоконструкций
- ЧПУП «Тинопос» — изготовление мягких игрушек

## Культура
- Дом культуры
- Библиотека
- Музей

## Достопримечательность

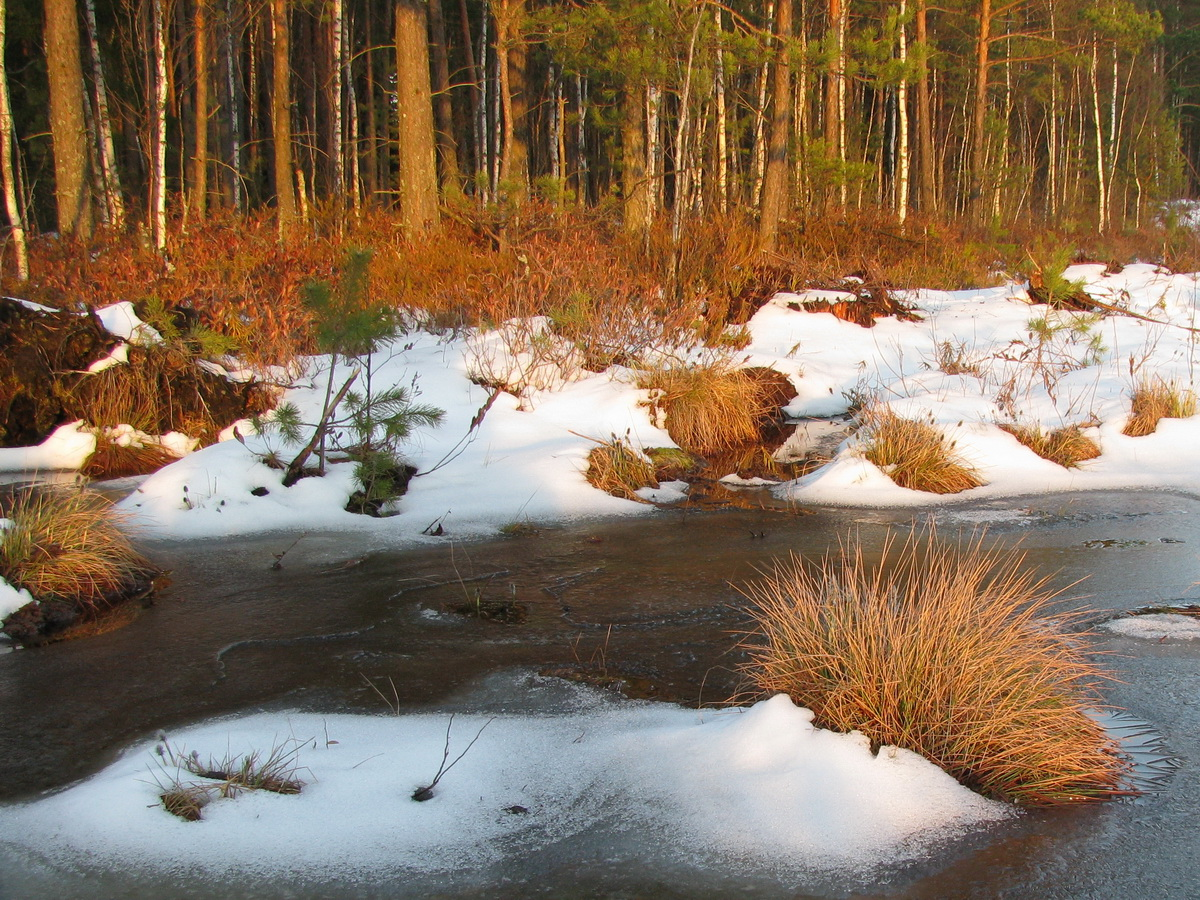
Экиманский лес

- Около деревни курганный могильник кривичей (2-я половина X века — 1-я половина XI века). Памятник археологии.
- Братская могила советских воинов и партизан

### Утраченное наследие
- Церковь Святого Юрия (1737)

Церковь Св. Юрыя, возведенная в 1730 г., наиболее древний памятник белорусского деревянного зодчества ...
- Римско-католическая часовня (1819)
- Усадьба Беликовичей (XIX век)
- Панское имение: усадьба, винный погреб XVIII—XIX вв., подвал, липовый парк, яблоневый сад. С восточной стороны — овраг с ручьём, с юго-западной — пруд с островом.

Первый владелец экиманского имения — стародубский маршалок Болеслав Биспинг. Затем оно перешло к Беликовичам. Об экиманских садах пана Беликовича упоминает Ян Барщевский в своей книге «Шляхціц Завальня», а также пишет, что «шмат…старажытных паданняў захоўвае гэтая мясцовасць у народных апавяданнях». Последним владельцем был статский советник, дворянин Александр Николаевич Безперчий.